# Magyar Érdemrend
A  Magyar Érdemrend elismerési rendszer a falerisztikai hagyományokhoz kötődve 1991-ben jött létre Magyar Köztársasági Érdemrend és  Magyar Köztársasági Érdemkereszt néven és 1991-től 2011-ig a magyar állam által adományozható legmagasabb kitüntetés volt. A 2011. évi új Alaptörvényének 9. cikk (4) pontja értelmében a Magyar Köztársasági Érdemrend neve az Alaptörvény hatályba lépésével Magyar Érdemrend elnevezésre módosult. A Magyar Köztársasági Érdemkereszt 2011-től Magyar Érdemkereszt elnevezésre módosult.
Jelenleg a Magyar Érdemrend a négy legmagasabb magyar állami kitüntetés egyike a Magyar Szent István-rend, a Magyar Corvin-lánc és a Magyar Becsület Rend mellett. Az Érdemrend fokozatait olyan személyeknek ítélik oda, akik a kultúra, a tudomány, a művészet, továbbá saját szakterületük terén – Magyarország érdekeinek előmozdítása, az egyetemes emberi értékek gyarapítása érdekében – példamutató tevékenységet folytatnak. A kitüntetéseket minden esetben a köztársasági elnök adományozza a miniszterelnök vagy az adott miniszter felterjesztése és ellenjegyzése mellett. A kitüntetéseket általában valamilyen nevezetes – Magyarország történelme szempontjából lényeges esemény tiszteletére tartott – ünnepen, így március 15-én, augusztus 20-án vagy október 23-án adják át.

## A Magyar Köztársasági Érdemrend és a Magyar Köztársasági Érdemkereszt

### A Magyar Köztársasági Érdemrend és Érdemkereszt története
A Magyar Köztársasági Érdemrend (továbbiakban: Érdemrend) és a Magyar Köztársasági Érdemkereszt (továbbiakban: Érdemkereszt) jogelődje a nemzetgyűlés által 1946 szeptemberében, a XXI. törvénycikkel alapított Magyar Köztársasági Érdemrend és Érdemérem volt. A kitüntetést olyan hazai és külföldi állampolgárok vehették át, akik sokat tettek Magyarország érdekeinek elősegítéséért. Az Érdemrendet és az Érdemérmet összesen három éven keresztül adományozták, ugyanis 1949-ben az Elnöki Tanács rendeletében kimondta, hogy az 1946-ban létrehozott kitüntetések további adományozására nincs lehetőség. A rendeletben foglaltak indoka közvetlenül az ország államformájának Népköztársasággá történő átnevezése volt. Közvetett és tényleges indoka pedig az, hogy a Rákosi-korszaknak nem volt szüksége olyan kitüntetésekre, amelyek nevükben és formájukban, továbbá jelképvilágukban kötődnek az 1946–1949 között fennálló demokratikus államberendezkedéshez.
Az Érdemrendet és Érdemérmet (ez utóbbit Érdemkereszt elnevezéssel) az 1989-es rendszerváltozás „rehabilitálta”, és helyezte vissza az ország által adományozható legmagasabb kitüntetések közé. Az Országgyűlés a Magyar Köztársaság kitüntetéseiről szóló 1991. évi XXXI. törvény (továbbiakban: törvény) megalkotásával új alapokra helyezte a Magyarországon adományozható legmagasabb állami kitüntetésekre vonatkozó szabályokat. Az 1948 óta adományozható, a magyar kultúra művelésének és ápolásának elismeréséért járó legmagasabb elismerésének számító Kossuth-díj megmaradt, az Állami Díjat formálisan megszüntették és helyette lett hazai tudományos élet legkiválóbb művelőinek adható Széchenyi-díj, ami ezáltal rangban és a díjjal járó pénzjutalommal együtt felemelkedett a Kossuth-díj mellé. A rendszerváltozás után megválasztott parlamenti képviselők egyértelműen arra szavaztak, hogy az 1949 és 1989 között átadott szocialista kitüntetéseknek nincs helye az új demokratikus jogállamban, ezért ezek végleg kikerültek a magyar kitüntetések rendszeréből.
A törvény meghatározza a kitüntetések alapját: 1.§ A Magyar Köztársaság nagyra becsüli a nemzet szolgálatában, az ország fejlődésének elősegítésében, a haza érdekeinek előmozdításában és az egyetemes emberi érdekek gyarapításában kifejtett kimagasló, példamutató tevékenységet. Ezek elismerésére az Országgyűlés Magyar Köztársasági Érdemrendet és Magyar Köztársasági Érdemkeresztet alapít. Az Érdemrendet a miniszterelnök, az Érdemkeresztet a feladatköre alapján illetékes miniszter terjeszti elő, és a köztársasági elnök adományozza. A kitüntetéseket ünnepélyes keretek között vagy a köztársasági elnök vagy személyes megbízottja adja át. Az Érdemrend és az Érdemkereszt adományozása díjmentesen történik. A kitüntetett az adományozást igazoló okiratot kap és jogosult magát az adott kitüntetés tulajdonosának nevezni. Amennyiben magasabb fokozatú kitüntetést kap, a már meglévő alacsonyabb Érdemrend vagy Érdemkereszt továbbra is tulajdonában marad. Kiváltság az adományozással nem jár. A kitüntetések külön polgári és katonai tagozattal rendelkeznek, de előfordulhat a két tagozatból kapott kitüntetés együttes viselése is, ha például a kitüntetett civil és katonai tevékenységet is folytat és mind a kettő olyan kimagasló, hogy külön-külön is elismerendő. A polgári és a katonai tagozat fokozatai azonosak.
Az Érdemrendnek a kizárólag külföldi államfőknek adományozható nagykereszt a lánccal, illetve nagykereszt a nyaklánccal és az arany sugaras csillaggal fokozatot is beszámítva hat, míg az Érdemkeresztnek három fokozata van. A Magyar Köztársaság elnöke hivatalból élethosszig tulajdonosa volt 1991 és 2000 között a nagykeresztnek, 2001 és 2010 között a nagykeresztnek a lánccal, és tulajdonosa 2011 óta a nagykeresztnek a nyaklánccal és az arany sugaras csillaggal, tehát a mindenkori legmagasabb fokozatnak.
Magyar állampolgárok számára évente a nagykeresztből legfeljebb 5, a parancsnoki kereszt a csillaggalból legfeljebb 20, a parancsnoki keresztből legfeljebb 40, a tisztikeresztből legfeljebb 140, a lovagkeresztből legfeljebb 280, míg az Érdemkereszt Arany fokozatából legfeljebb 200, az Ezüst fokozatából legfeljebb 400, a Bronz fokozatából legfeljebb 600 adományozható.
A Magyar Köztársasági Érdemrend 1991-től 2011-ig a magyar állam által adományozható legmagasabb kitüntetés volt. A 2011. évi új Alaptörvényének 9. cikk (4) pontja értelmében a Magyar Köztársasági Érdemrend neve az Alaptörvény hatályba lépésével Magyar Érdemrend elnevezésre módosult.

## A Magyar Érdemrend és a Magyar Érdemkereszt

### A Magyar Érdemrend és Érdemkereszt adományozásának rendje

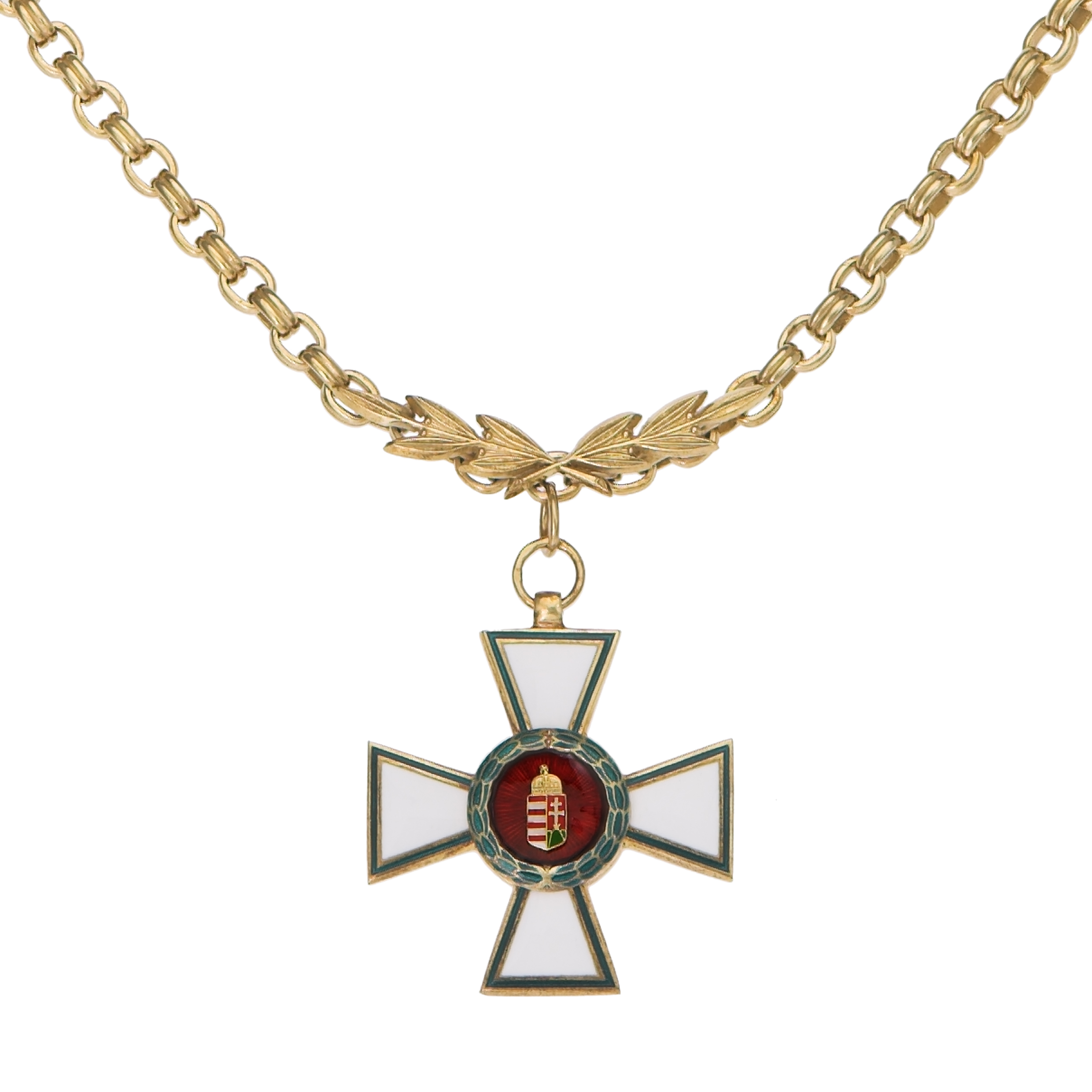
A Magyar Érdemrend nagykeresztje a nyaklánccal

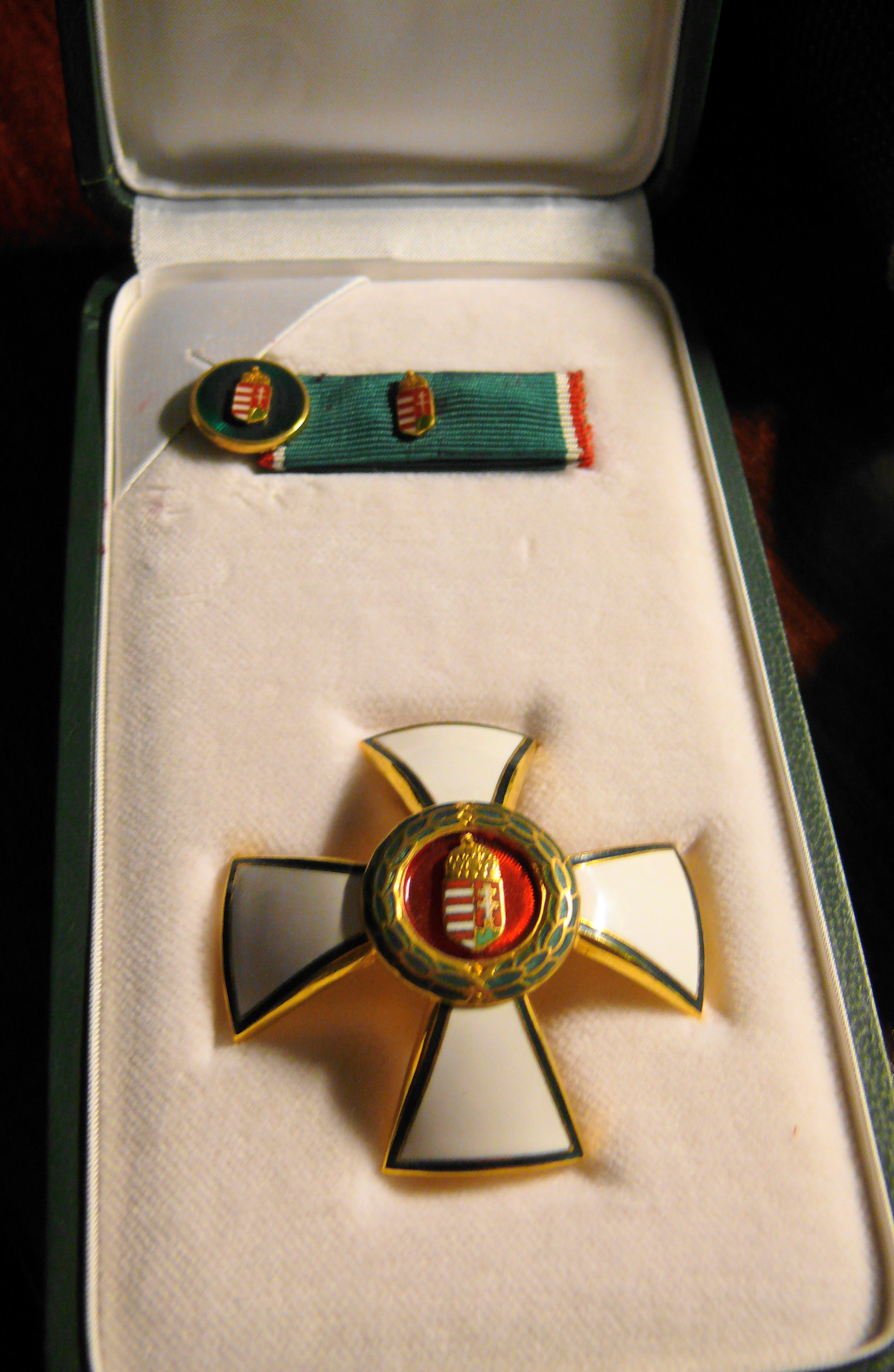
A Magyar Érdemrend tisztikeresztje

A kormány az állami kitüntetések odaítélésének összehangolt előkészítése érdekében Kitüntetési Bizottságot (továbbiakban: Bizottság) hoz létre. A Bizottság elnöke a Miniszterelnöki Hivatalt vezető miniszter, titkára a Miniszterelnöki Hivatal kitüntetési ügyekért felelős szervezeti egységének vezetője. Tagjai: a honvédelmi-, az igazságügyi és rendészeti-, a külügy-, az oktatási és kulturális-, a nemzeti fejlesztési és gazdasági- és az önkormányzati miniszter. A miniszterek az államtitkárok helyettesítik. A Bizottság munkájában tanácskozási joggal más miniszter is részt vehet.
Állami kitüntetés adományozására javaslatot csak a kormány tagja tehet. Amennyiben egyéb állami vezető, állami tisztségviselő, szervezet vagy intézmény, illetve állampolgár által történik a kezdeményezés, azt a Bizottság elnökénél vagy a feladatköre szerint illetékes miniszternél kell megtenni. Állami kitüntetés adományozását bárki javasolhatja a javaslattételre jogosultaknál, azzal a feltétellel, hogy önmaga kitüntetését senki sem javasolhatja. Állami kitüntetésre a Bizottság tagja nem javasolható.
Érdemrendre és Érdemkeresztre az javasolható, „aki büntetlen előéletű és életvitele erkölcsi szempontból példaértékű, kivételesen magas színvonalú munkássága, az általa nyújtott rendkívüli teljesítmény vagy kimagasló eredmény révén, illetve más módon (…) szerez elévülhetetlen érdemet.”
„Nem lehet javasolni kitüntetésre olyan személyt, akit bűncselekmény elkövetése miatt jogerősen elítéltek, a büntetés vagy intézkedés meghatározott bűnügyi nyilvántartása időtartamának lejártáig.”
Állami kitüntetéssel rendelkező személy újabb állami kitüntetésre az előző kitüntetés adományozásától számított 10 éven belül csak kivételesen és akkor javasolható, ha az adományozást követően szerzett kiemelkedő érdemeket (a döntés meghozatalakor figyelembe kell venni, hogy az érintett személy milyen egyéb díjakban, kitüntetésekben részesült, a köztársasági elnök, a miniszterelnök vagy a kormány tagjai részéről). Az Érdemrendet és az Érdemkeresztet vissza kell vonni attól, aki arra érdemtelenné válik.
Állami kitüntetés posztumusz adományozására csak két esetben van lehetőség: „ha az érintett hivatása teljesítése közben a nemzet, a haza biztonságának, az ország lakosságának védelme érdekében tanúsított hősies és önfeláldozó helytállása során vesztette életét, vagy a nemzet javát szolgáló kimagasló érdemei elismerését kizárólag halála akadályozta meg.”
A javaslatot írásban, a kitüntetésre javasolt személy személyazonosító és lakcím adatainak feltüntetésével kell benyújtani. A javaslatnak tartalmaznia kell a kitüntetésre jelölt életútját, korábbi kitüntetéseit, továbbá azokat az érdemeket, amik megalapozhatják a kitüntetés odaítélését.
Állami kitüntetés adományozására évente kétszer, március 15-ei nemzeti-, valamint augusztus 20-ai állami ünnep alkalmával került sor. Ettől eltérni csak jelentős állami érdekből vagy más különleges alkalom esetén lehet.
A javaslatot március 15-ei adományozás esetén az adományozást megelőző év november 1-jéig, augusztus 20-ai adományozás esetén április 15-éig lehet megtenni. Ettől eltérő adományozás esetén az azt megelőző 90 nappal kell a Bizottság részére a javaslatot megküldeni.
A Bizottság a beérkező javaslatokat értékeli, majd az ajánlattétel előtt az állami kitüntetésre ajánlott személyeket minderről tájékoztatja. Ha a kitüntetésre javasolt a tájékoztatás kézhezvételét követő 15 napon belül úgy nyilatkozik, hogy az állami kitüntetést nem fogadja el és nem veszi át, a Bizottság nem tesz ajánlást. A Bizottság ajánlást tesz a kitüntetendő személyekről az Érdemrend tekintetében a miniszterelnök, az Érdemkereszt vonatkozásában a javaslattevő miniszter számára. A Bizottság elnöke az Érdemrendek tekintetében a miniszterelnök döntése szerint köteles az előterjesztett személyekről készített listát a kormány elé terjeszteni. A kitüntetésre előterjesztendő személyekről a miniszterelnök dönt.
Az Érdemrend tekintetében a miniszterelnök, az Érdemkereszt vonatkozásában a miniszter előterjesztést készít a köztársasági elnök részére. Az előterjesztést a kitüntetés tervezett átadását megelőző 45 nappal megelőzően kell megtenni. A köztársasági elnök az előterjesztés beérkezésétől számított 15 napon belül dönt a kitüntetés adományozásáról. A döntését közli az ellenjegyzésre jogosult miniszterelnökkel vagy miniszterrel, aki az ellenjegyzésről 10 napon belül dönt. Amennyiben a köztársasági elnök megtagadja az adományozást, azt indokolnia kell. A határidőktől rendkívüli körülmények miatt el lehet térni.
A Miniszterelnöki Hivatal az adományozásról és a visszavonásról nyilvántartást vezet. A rögzített adatokat az adományozástól vagy a visszavonástól számított 30 év elteltével törölni kell.

### A Magyar Érdemrend és Érdemkereszt fokozatai
| Fokozat | Magyar Érdemrend                                        | Polgári | Katonai |
| ------- | ------------------------------------------------------- | ------- | ------- |
| 1.      | Nagykereszt a nyaklánccal és az aranysugaras csillaggal |         | –       |
| 2.      | Nagykereszt                                             |         |         |
| 3.      | Parancsnoki kereszt a csillaggal                        |         |         |
| 4.      | Parancsnoki kereszt                                     |         |         |
| 5.      | Tisztikereszt                                           |         |         |
| 6.      | Lovagkereszt                                            |         |         |
| Fokozat | Magyar Érdemkereszt                                     | Polgári | Katonai |
| 1.      | Arany                                                   |         |         |
| 2.      | Ezüst                                                   |         |         |
| 3.      | Bronz                                                   |         |         |

#### A Magyar Érdemrend fokozatai
| Útmutató a rend különböző fokozatainak viseléséhez |               |                     |                                  |             |                                                          |
| Szalagsávok                                        |               |                     |                                  |             |                                                          |
| Lovagkereszt                                       | Tisztikereszt | Parancsnoki kereszt | Parancsnoki kereszt a csillaggal | Nagykereszt | Nagykereszt a nyaklánccal és az arany sugaras csillaggal |

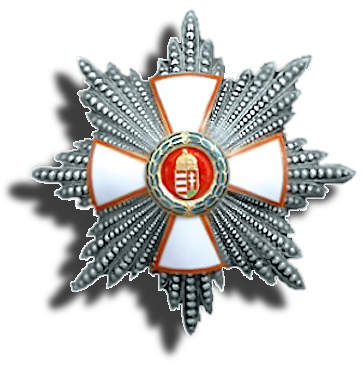
Magyar Érdemrend nagykeresztje (katonai)

Az 1991-ben alapított Magyar Érdemrend nagykeresztje a nyaklánccal és az arany sugaras csillaggal Magyarország legmagasabb állami kitüntetése volt a 2011. évi CCII. törvény hatálybalépéséig, amelyet kizárólag államfők, királyok kaptak meg. A jelenlegi szabályozás értelmében a nagykereszt a nyaklánccal osztály kizárólag államfők részére adományozható. A törvény erejénél fogva Magyarország köztársasági elnöke a Magyar Érdemrend nagykeresztje a nyaklánccal és az arany sugaras csillaggal osztályának kitüntetettje. A lovagkereszt elnevezést a 2000. évi XI. törvény óta alkalmazták; 1991 és 2000 között kiskereszt volt a fokozat megnevezése.
| Polgári Tagozat Rendjelei                                | Polgári Tagozat Rendjelei | Polgári Tagozat Rendjelei | Polgári Tagozat Rendjelei |
| -------------------------------------------------------- | ------------------------- | ------------------------- | ------------------------- |
| Nagykereszt a nyaklánccal és az arany sugaras csillaggal |                           |                           |                           |
| Nyaklánc                                                 | Csillag                   | Kisdekoráció              |                           |
| Nagykereszt                                              |                           |                           |                           |
| Vállszalag                                               | Csillag                   | Kisdekoráció              |                           |
| Parancsnoki kereszt a csillaggal                         |                           |                           |                           |
| Kereszt                                                  | Csillag                   | Kisdekoráció              |                           |
| Parancsnoki kereszt                                      |                           |                           |                           |
| Kereszt                                                  | Kisdekoráció              | Kisdekoráció              |                           |
| Tisztikereszt                                            |                           |                           |                           |
| Kereszt                                                  |                           |                           |                           |
| Lovagkereszt                                             |                           |                           |                           |
| Kereszt                                                  |                           |                           |                           |

| Katonai tagozat Rendjelei        | Katonai tagozat Rendjelei | Katonai tagozat Rendjelei | Katonai tagozat Rendjelei |
| -------------------------------- | ------------------------- | ------------------------- | ------------------------- |
| Nagykereszt                      |                           |                           |                           |
| Vállszalag                       | Csillag                   | Kisdekoráció              |                           |
| Parancsnoki kereszt a csillaggal |                           |                           |                           |
| Kereszt                          | Csillag                   | Kisdekoráció              |                           |
| Parancsnoki kereszt              |                           |                           |                           |
| Kereszt                          | Kisdekoráció              | Kisdekoráció              |                           |
| Tisztikereszt                    |                           |                           |                           |
| Kereszt                          |                           |                           |                           |
| Lovagkereszt                     |                           |                           |                           |
| Kereszt                          |                           |                           |                           |

#### A Magyar Érdemkereszt fokozatai
- Magyar Arany Érdemkereszt
  - A Magyar Arany Érdemkereszt (polgári tagozat) leírása:
- ::Aranyszínű szélesedő sávú kereszt, szárai közt stilizált babérkoszorú. Ugyancsak babérkoszorúval körülvett középmezejének előlapján az 1990-es magyar köztársasági címer, hátlapján „1946/1991” évszám van. Anyaga: aranyozott fém, mérete: 42 mm. A kereszt közepén három vörös sávval díszített, vörös-fehér szegélyes smaragdzöld háromszög szalagon függ. Tartozéka: szalagsáv. A 34 mm széles sötét smaragdzöld sávot jobbról-balról 1,5 mm széles piros csík szegélyez, amit közepén három, egyenként 2 mm széles piros sáv díszít.
  - A Magyar Arany Érdemkereszt (katonai tagozat) leírása:
- ::Aranyszínű szélesedő sávú kereszt, szárai közt stilizált babérkoszorú. Ugyancsak babérkoszorúval körülvett középmezejének előlapján az 1990-es magyar köztársasági címer, hátlapján „1946/1991” évszám van. Anyaga: aranyozott fém, mérete: 42 mm. A kereszt közepén három smaragdzöld sávval díszített, smaragdzöld-fehér szegélyes vörös háromszög szalagon függ. Tartozéka: szalagsáv. A 34 mm széles vörös sávot jobbról-balról 1,5 mm széles smaragdzöld csík szegélyez, amit közepén három, egyenként 2 mm széles smaragdzöld sáv díszít.
- Magyar Ezüst Érdemkereszt
  - A Magyar Ezüst Érdemkereszt (polgári tagozat) leírása:
- ::Ezüst színű szélesedő sávú kereszt, szárai közt stilizált babérkoszorú. Ugyancsak babérkoszorúval körülvett középmezejének előlapján az 1990-es magyar köztársasági címer, hátlapján „1946/1991” évszám van. Anyaga: ezüstözött fém, mérete: 42 mm. A kereszt közepén kettő vörös sávval díszített, vörös-fehér szegélyes smaragdzöld háromszög szalagon függ. Tartozéka: szalagsáv. A 34 mm széles sötét smaragdzöld sávot jobbról-balról 1,5 mm széles piros csík szegélyez, amit közepén kettő, egyenként 2 mm széles piros sáv díszít.
  - A Magyar Ezüst Érdemkereszt (katonai tagozat) leírása:
- ::Ezüst színű szélesedő sávú kereszt, szárai közt stilizált babérkoszorú. Ugyancsak babérkoszorúval körülvett középmezejének előlapján az 1990-es magyar köztársasági címer, hátlapján „1946/1991” évszám van. Anyaga: ezüstözött fém, mérete: 42 mm. A kereszt közepén kettő smaragdzöld sávval díszített, smaragdzöld-fehér szegélyes vörös háromszög szalagon függ. Tartozéka: szalagsáv. A 34 mm széles vörös sávot jobbról-balról 1,5 mm széles smaragdzöld csík szegélyez, amit közepén kettő, egyenként 2 mm széles smaragdzöld sáv díszít.
- Magyar Bronz Érdemkereszt
  - A Magyar Bronz Érdemkereszt (polgári tagozat) leírása:
- ::Bronzszínű színű szélesedő sávú kereszt, szárai közt stilizált babérkoszorú. Ugyancsak babérkoszorúval körülvett középmezejének előlapján az 1990-es magyar köztársasági címer, hátlapján „1946/1991” évszám van. Anyaga: bronzolt fém, mérete: 42 mm. A kereszt közepén egy vörös sávval díszített, vörös-fehér szegélyes smaragdzöld háromszög szalagon függ. Tartozéka: szalagsáv. A 34 mm széles sötét smaragdzöld sávot jobbról-balról 1,5 mm széles piros csík szegélyez, amit közepén egy 2 mm széles piros sáv díszít.
  - A Magyar Bronz Érdemkereszt (katonai tagozat) leírása:
- :: Bronzszínű színű szélesedő sávú kereszt, szárai közt stilizált babérkoszorú. Ugyancsak babérkoszorúval körülvett középmezejének előlapján az 1990-es magyar köztársasági címer, hátlapján „1946/1991” évszám van. Anyaga: bronzolt fém, mérete: 42 mm. A kereszt közepén egy smaragdzöld sávval díszített, vörös-fehér szegélyes vörös háromszög szalagon függ. Tartozéka: szalagsáv. A 34 mm széles piros sávot jobbról-balról 1,5 mm széles smaragdzöld csík szegélyez, amit közepén egy 2 mm széles piros sáv díszít.[3]

### A Magyar Érdemrend és Érdemkereszt viselésének rendje
Olyan esetben, amikor a katonai szolgálati szabályzat rendelkezései nem írják elő a Magyar Érdemrend jelvényeinek eredeti alakjukban való viselését,
- a) a nagykereszt eredeti szalagja, keresztje és csillagja helyett a kiskereszt viselendő a nagykereszt csillagjának 25 mm átmérőjű kicsinyített másával ékesített szalagon,
- b) a parancsnoki kereszt a csillaggal eredeti szalagja, keresztje és csillagja helyett a kiskereszt viselendő a parancsnoki kereszt csillagjának 20 mm átmérőjű kicsinyített másával ékesített szalagon,
- c) a parancsnoki kereszt eredeti szalagja és keresztje helyett a kiskereszt viselendő a parancsnoki kereszt keresztjének 18 mm átmérőjű kicsinyített másával ékesített szalagon
- d) a tisztikereszt, valamint
- e) a kiskereszt eredeti alakjában viselendő.

Az előbbi szabályok irányadók a Magyar Érdemrend jelvényeinek olyan alkalmakkor való viselésére is, amikor a polgári ruházat nem teszi lehetővé a jelvényeknek eredeti alakjukban való viselését. A jelvények eredeti alakját helyettesítő fentebb leírt jelvények elnevezése: „Kis díszítmény”. Az alapszabályokban felsorolt kitüntetések helyett a katonai szabályzatokban előírt esetekben 40 mm széles és 10 mm magas szalagsávok viselendők; a nagykereszt szalagsávján a nagykereszt csillagjának, a csillagdíszítményes parancsnoki kereszt szalagsávján a parancsnoki kereszt keresztjének, a tisztikereszt szalagsávján a Magyar Köztársaság címerének 10 mm magas kicsinyített mása helyezkedik el. Az alapszabályokban felsorolt kitüntetések helyett polgári ruhán magánalkalmakkor 12 mm átmérőjű rozetta viselhető; a nagykereszt rozettáján a nagykereszt csillagjának, a csillagdíszítményes parancsnoki kereszt rozettáján a parancsnoki kereszt csillagjának, a parancsnoki kereszt rozettáján a parancsnoki kereszt keresztjének, a tisztikereszt rozettáján a Magyar Köztársaság címerének 10 mm magas kicsinyített mása helyezkedik el. A fentebbi szabályoknak meg nem felelő jelvények viselése tilos.

### Szalagsávok
| A Magyar Érdemrend osztályai                             | Civil | Katonai     |
| -------------------------------------------------------- | ----- | ----------- |
| Nagykereszt a nyaklánccal és az arany sugaras csillaggal |       | nem létezik |
| Nagykereszt                                              |       |             |
| Parancsnoki kereszt a csillaggal                         |       |             |
| Parancsnoki kereszt                                      |       |             |
| Tisztikereszt                                            |       |             |
| Lovagkereszt                                             |       |             |
| Magyar Arany Érdemkereszt                                |       |             |
| Magyar Ezüst Érdemkereszt                                |       |             |
| Magyar Bronz Érdemkereszt                                |       |             |

### A Magyar Érdemrend és Érdemkereszt kitüntetettjei
Az Érdemrendet és az Érdemkeresztet 1991 óta számos politikai, kulturális, gazdasági vagy sporteredmény elismeréseként adományozták.